# Глазатые-Шуйские
Шуйские-Глазатые (Глазатые, Глазатовы) — угасший русский княжеский род, Рюриковичи, отрасль князей Суздальских, ветвь князей Шуйских.
Род внесён в Бархатную книгу.

## Происхождение и история рода
Родоначальник его, происходящий от Рюрика в XIX колене, Александр Васильевич прозванием Глазатый, был современником великого князя Василия Темного.

## Известные представители
| №                                | Имя, Отчество                 | № отца | Примечания                                                                                      |
| -------------------------------- | ----------------------------- | ------ | ----------------------------------------------------------------------------------------------- |
| 1                                | Александр Васильевич Глазатый |        | Родоначальник                                                                                   |
| 2                                | Дмитрий Александрович         | 1      |                                                                                                 |
| 3                                | Борис Александрович           | 1      | Бездетный                                                                                       |
| 4                                | Иван Александрович Барбаш     | 1      | Родоначальник князей Барбашиных                                                                 |
| 5                                | Фёдор Дмитриевич Червлёный    | 2      | В 1495 году постельничий, участвовал в государевом новгородском походе, бездетный.              |
| Род князей Шуйских-Глазатых угас |                               |        |                                                                                                 |
|                                  | Анастасия                     |        | В родословной росписи не указана, жена (с 1453) Великого князя Тверского Бориса Александровича. |